# Eronyxa angustus
Eronyxa angustus es una especie de coleóptero de la familia Trogossitidae.

## Distribución geográfica
Habita en los Estados Unidos.